# ラミロ・エレーラ
ラミロ・エレーラ（Ramiro Herrera、1989年2月14日 - ）は、インドゥに所属するラグビー選手。

## プロフィール
- アルゼンチン・コモドーロ・リバダビア出身。
- ポジションはプロップ(PR)。
- 身長 190cm、体重 126kg
- アルゼンチン代表キャップは40（2021年1月現在）でラグビーワールドカップ2015のアルゼンチン代表に選ばれた[1]。
- バーバリアンズに選ばれたことがある[2]。

## 略歴
パンパス、カストル・オランピック、ハグアレス、スタッド・フランセを経て、2019年、ラ・ロシェルに加入。 
2022年、インドゥに加入。